# 李廷春 (嘉靖戊戌進士)
李廷春（1513年—？），字懋仁，江西饒州府餘干縣人，民籍，明朝政治人物。

## 生平
江西鄉試第二十一名舉人。嘉靖十七年（1538年）中式戊戌科會試第三十一名，登第二甲第四十九名進士。官至主事。

## 家族
曾祖李暿；祖父李經；父李憲，母張氏。具庆下。